# India az 1976. évi nyári olimpiai játékokon
India a kanadai Montréalban megrendezett 1976. évi nyári olimpiai játékok egyik részt vevő nemzete volt. Az országot az olimpián 5 sportágban 26 sportoló képviselte, akik érmet nem szereztek.

## Atlétika
Férfi
| Versenyző      | Versenyszám | Előfutam | Előfutam | Előfutam | Elődöntő | Elődöntő | Elődöntő | Döntő   | Döntő    |
| Versenyző      | Versenyszám | Idő      | Hely.    | Össz.    | Idő      | Hely.    | Össz.    | Idő     | Helyezés |
| -------------- | ----------- | -------- | -------- | -------- | -------- | -------- | -------- | ------- | -------- |
| Sri Ram Singh  | 800 m       | 1:45,86  | 2.       | 2.       | 1:46,42  | 4.       | 4.       | 1:45,77 | 7.       |
| Hari Chand     | 10 000 m    | 28:48,72 | 8.       | 24.      |          |          |          | kiesett | kiesett  |
| Shivnath Singh | Maraton     |          |          |          |          |          |          | 2:16:22 | 11.      |

| Versenyző      | Versenyszám | Selejtező | Selejtező | Döntő    | Döntő    |
| Versenyző      | Versenyszám | Eredmény  | Helyezés  | Eredmény | Helyezés |
| -------------- | ----------- | --------- | --------- | -------- | -------- |
| T. C. Yohannan | Távolugrás  | 767 cm    | 16.       | kiesett  | kiesett  |

## Gyeplabda
| Indiai férfi gyeplabdacsapat-játékoskeret | Indiai férfi gyeplabdacsapat-játékoskeret                                                                                    |
| --- | --- |
| - Syed Ali - Vasudevan Bhaskaran - Govinda Billimogaputtaswamy - Bir Bahadur Chettri - Ashok Diwan - Aslam Sher Khan - Ashok Kumar - Vadivelu Phillips | - Ajit Singh - Ajitpal Singh - Baldev Singh - Chand Singh - Harcharan Singh - Mohinder Singh - Surjit Singh - Varinder Singh |

### Eredmények
Csoportkör
A csoport
| Csapat           | M | Gy | D | V | G+ | G– | Gk | P  |
| ---------------- | - | -- | - | - | -- | -- | -- | -- |
| Hollandia (NED)  | 5 | 5  | 0 | 0 | 11 | 3  | +8 | 10 |
| Ausztrália (AUS) | 5 | 3  | 0 | 2 | 14 | 6  | +8 | 6  |
| India (IND)      | 5 | 3  | 0 | 2 | 12 | 9  | +3 | 6  |
| Malajzia (MAS)   | 5 | 2  | 0 | 3 | 3  | 7  | –4 | 4  |
| Kanada (CAN)     | 5 | 1  | 0 | 4 | 4  | 11 | –7 | 2  |
| Argentína (ARG)  | 5 | 1  | 0 | 4 | 4  | 12 | –8 | 2  |

| 1976. július 18. | India (IND)                    | 4 – 0   | Argentína (ARG) |  |
| 1976. július 18. | Ajit Singh 2 C. Singh S. Singh | (2 – 0) |                 |  |

| 1976. július 19. | India (IND) | 1 – 3   | Hollandia (NED)  |  |
| 1976. július 19. | Phillips    | (0 – 1) | Litjens 2 Kruize |  |

| 1976. július 21. | India (IND) | 1 – 6   | Ausztrália (AUS)              |  |
| 1976. július 21. | S. Singh    | (1 – 3) | Riley 3 Browning Irvine Smith |  |

| 1976. július 22. | India (IND)           | 3 – 0   | Kanada (CAN) |  |
| 1976. július 22. | Phillips 2 Ajit Singh | (1 – 0) |              |  |

| 1976. július 24. | India (IND)      | 3 – 0   | Malajzia (MAS) |  |
| 1976. július 24. | Kumar 2 S. Singh | (2 – 0) |                |  |

Ausztrália és India azonos pontszámmal végzett, a helyezéseikről egy újabb mérkőzés döntött.
| 1976. július 26. | Ausztrália (AUS) | 1 – 1 (h. u.) | India (IND) |  |
| 1976. július 26. | Charlesworth     | (1 – 1)       | S. Singh    |  |
| 1976. július 26. | Büntetőpárbaj:   |               |             |  |
| 1976. július 26. | 5 – 4            |               |             |  |

Az 5–8. helyért
| 1976. július 29. | India (IND)            | 2 – 3   | NSZK (FRG)       |  |
| 1976. július 29. | Ajitpal Singh M. Singh | (1 – 0) | Strödter 2 Dröse |  |

A 7. helyért
| 1976. július 30. | India (IND) | 2 – 0   | Malajzia (MAS) |  |
| 1976. július 30. | Khan 2      | (0 – 0) |                |  |

| Csapat      | Helyezés |
| ----------- | -------- |
| India (IND) | 7.       |

## Ökölvívás
| Versenyző     | Versenyszám  | Selejtező                             | 32-es főtábla            | Nyolcaddöntő      | Negyeddöntő       | Elődöntő          | Döntő             | Helyezés |
| Versenyző     | Versenyszám  | Ellenfél Eredmény                     | Ellenfél Eredmény        | Ellenfél Eredmény | Ellenfél Eredmény | Ellenfél Eredmény | Ellenfél Eredmény | Helyezés |
| ------------- | ------------ | ------------------------------------- | ------------------------ | ----------------- | ----------------- | ----------------- | ----------------- | -------- |
| Sen Rai       | Pehelysúly   | Davidson Andeh (NGR) · nem vett részt | Ángel Herrera (CUB) · KO | kiesett           | kiesett           | kiesett           | kiesett           | 17.      |
| Chand Machiah | Kisváltósúly | Ulrich Beyer (GDR) · 0-5              | kiesett                  | kiesett           | kiesett           | kiesett           | kiesett           | 25.      |

## Sportlövészet
Nyílt
| Versenyző           | Versenyszám | Pont | Helyezés |
| ------------------- | ----------- | ---- | -------- |
| Randhir Singh       | Trap        | 175  | 21.      |
| Bhim Singh          | Skeet       | 161  | 67.      |
| Sandhu Singh Gurbir | Skeet       | 176  | 56.      |

## Súlyemelés
| Versenyző   | Versenyszám | Szakítás                 | Szakítás                 | Lökés    | Lökés    | Összesen | Helyezés |
| Versenyző   | Versenyszám | Eredmény                 | Helyezés                 | Eredmény | Helyezés | Összesen | Helyezés |
| ----------- | ----------- | ------------------------ | ------------------------ | -------- | -------- | -------- | -------- |
| Anil Mondal | 52 kg       | érvényes kísérlet nélkül | érvényes kísérlet nélkül | kiesett  | kiesett  | kiesett  | kiesett  |